# 鸭绿江上游积石墓群
鸭绿江上游积石墓群，位于中国吉林省鸭绿江右岸的白山市浑江区、江源区、临江市、长白朝鲜族自治县境内。包括七道沟墓群、龙岗墓群、西马鹿泡子墓群、东甸子墓群、金坑墓群、贾家营墓群、二道河子墓群、十二道沟墓群、金华墓群、良种场墓群、十四道沟电站墓群(十五道沟墓群)、安乐墓群、坡口墓群13处墓群。现存墓葬300多座。2013年，列入第七批全国重点文物保护单位。鸭绿江上游积石墓群为高句丽时代墓葬。
十五道沟墓群，位于长白县十四道沟镇。
安乐墓群，位于长白县十四道沟镇安乐村，墓区面积东西宽约50米，南北长约70米，内有9座墓葬，均由大山石封盖。